# NGC 534
NGC 534 è una galassia lenticolare situata nella costellazione dello Scultore a una distanza di circa 270 milioni di anni luce dalla nostra Via Lattea.

## Scoperta
NGC 534 è stata scoperta il 23 ottobre 1835 dall'astronomo britannico John Herschel.